# أماني العمر (فلم)
أماني العمر  فيلم دراما رومانسي  من تأليف وإخراج سيف الدين شوكت  عام 1955 في أول إنتاج للمطرب سعد عبد الوهاب، «أماني العمر» هو الفيلم السادس في مسيرة سعد عبد الوهاب السينمائية وقدم بعد سنتين عام 1957 فيلمه الأخير على الشاشة «علموني الحب». الفيلم من بطولته مع ماجدة وزهرة العلا وعبد الوارث عسر وميمي شكيب. الفيلم يعرض قصة المحامي الشاب وحيرته بين فتاتين وظروف الحياة المادية التي تغير من قلوب الناس.
صدر الفيلم إلى دور العرض المصرية في 11 أبريل عام 1955 وكان عرضه الأول في سينما «الهمبرا».
منح موقع قاعدة بيانات الأفلام العربية «السينما.كوم» الفيلم درجة 4.9/ 10.

## طاقم التمثيل
سعد عبد الوهاب: في دور شريف سالم
ماجدة: في دور ليلى طاهر مسعود
زهرة العلا: في دور منى جلال (الفنانة التشكيلية)
عبد الوارث عسر: في دور عم عطيوة (زعيم العصابة السابق)
ميمي شكيب: في دور أمينة (زوجة طاهر مسعود)
محمد توفيق: في دور جمال منصور (زميل شريف)
فردوس محمد: في دور والدة منى جلال
صلاح سرحان: في دور فؤاد عبد العليم (ابن المليونير)
عبد الغني قمر: في دور عبد العليم (المليونير)
سليمان نجيب: في دور طاهر مسعود
صلاح نظمي: في دور صلاح
وداد حمدي: في دور زينب
سامية رشدي: في دور زكية (زوجة عبد العليم المليونير)
عبد الحميد بدوي: في دور الشيخ عبد الصمد
عبد المنعم إسماعيل: في دور البستاني
حسين إسماعيل: في دور الطباخ
عبد المنعم سعودي: في دور سمسار البورصة
فيفي يوسف: في دور حسنية
أنور مدكور: في دور أنور السمسار
أحمد بالي: في دور عميل المحامي
علي المعاون: في دور رجل المقهى
كوثر شفيق: في دور مدعوة
بالاشتراك مع: لطفي عبد الحميد - محمد علوان - خريستو كلاداكيس 

## أغاني الفيلم
الأغاني من ألحان سعد عبد الوهاب: شبابك أنت وعيونك أنت - وصى النبى على سابع جار - المال 
الأغاني من ألحان محمد عبد الوهاب: أنت ويايا 
الكلمات: أحمد شفيق كامل
(تم تصوير أغنية «المال» بإذن خاص في حدائق كلية الزراعة، جامعة القاهرة)

## أحداث الفيلم
يعمل شريف سالم (سعد عبد الوهاب) محامي حكومي مع زميله جمال منصور (محمد توفيق) ويقيم في بيت يمتلكه طاهر مسعود (سليمان نجيب) المسافر للخارج. يقيم مع شريف خادمه عطيوة (عبد الوارث عسر) زعيم العصابة السابق، ويمتلك شريف عزبة 50 فدان بالفيوم. يعود طاهر مسعود من الخارج ومعه زوجته أمينة (ميمي شكيب) وإبنته ليلى (ماجدة) ويستقبلهم بالمطار صديق العائلة عبد العليم (عبد الغني قمر) المليونير وزوجته زكيه (سامية رشدي) وإبنه فؤاد (صلاح سرحان) المضارب في البورصة. يعجب شريف بجارته ليلى ويلتمس كل الطرق للتعرف عليها، ويساعده في ذلك ابن خالها زميله جمال منصور، الذي يدعوه للغناء في حفل استقبال يقيمه طاهر في بيته، وتعجب به ليلى، وتتعدد اللقاءات وينمو الحب ويتعاهدوا على الزواج. يفضل طاهر تزويج ابنته من فؤاد ابن المليونير وتتم الخطوبة رغم إعتراض ليلى التي توافق في نهاية الأمر وكانت هدية الخطوبة سيارة فارهة ثمنها 3 آلاف جنيها. يسافر شريف لعزبته مقهورا متألما، وفي القطار يتعرف على الفنانة التشكيلية منى جلال (زهرة العلا) ووالدتها (فردوس محمد). تتكرر لقاءاتهما بالعزبة حيث كانت منى ترسم مناظر طبيعية للعزبة، ويقص عليها قصته مع ليلى فتقول له إذا كنت تحبها فتمنى لها السعادة مع غيرك وعش أنت في ذكرياتك الجميلة معها، ويخفف حدثها من آلامه. يتجه شريف للمضاربة في البورصة ليصبح غنيا جديرا بالزواج من ليلى، ولكنه يخسر أمواله ويضطر لبيع العزبة، ويشتريها فؤاد ويهديها لخطيبته ليلى. يصبح شريف مفلسا، ولكن منى تعد له حجرة في منزلها كمكتب للمحاماة وتطلب منه أن يبدأ في بناء مستقبله. يتبنى شريف مشاكل العمال المظلومين ويذاع صيته بينهم. بينما ينشغل فؤاد عن خطيبته ليلى بأعماله المشبوهة، وتحس أنها قد أخطأت في إرتباطها به. يتلاعب فؤاد بدفاتر شركة طاهر التي تولى إدارتها، ويستولي على علاوات العمال. يتصدى شريف لهذا التلاعب ويحاول فؤاد رشوته فيبلغ طاهر بذلك. يسارع طاهر بفصل فؤاد من العمل، كما يفسخ خطبته من ليلى، التي بدأت تبحث عن شريف الذي يتهرب منها. تطلب ليلى من منى رسم لوحة لها حتى تعرف قصتها مع شريف وكذلك لتتمكن من مقابلته، ولكن فؤاد يخبر منى بأن الفتاة التي ترسمها هي ليلى حبيبة السابقة، وأنها قامت بشراء عزبة شريف القديمة حتى تهديها إليه.تحس منى بأن شريف لا يزال يحب ليلى وتوافق على السفر لإيطاليا في بعثة دراسية حتى تبتعد عن شريف وليلى. تترك ليلى عقود شراء عزبة شريف القديمة بمكتبه عربونا للمحبة ولكنه يذهب إليها ويرد لها العقود ويخبرها أن ما كان بينهم أصبح ماضيا. يقوم عطيوه بسرقة جواز السفر من منى حتى لا تسافر، ويلحق بها شريف في المطار ويعيدها إلى مرسمها ويتزوجها.

## روابط خارجية
- مقالات تستعمل روابط فنية بلا صلة مع ويكي بيانات
- أماني العمر على موقع الدهليز

https://www.csfd.sk/film/743103-amani-el-umr/recenzie/ أماني العمر (فيلم)
https://www.peliplat.com/es/library/movie/pp12430528 أماني العمر (فيلم)
https://www.youtube.com/watch?v=fR9KTFrdRKM أماني العمر (فيلم)
https://www.youtube.com/watch?v=CotnqtSP6qs أماني العمر (فيلم)